# Violenza poliziesca

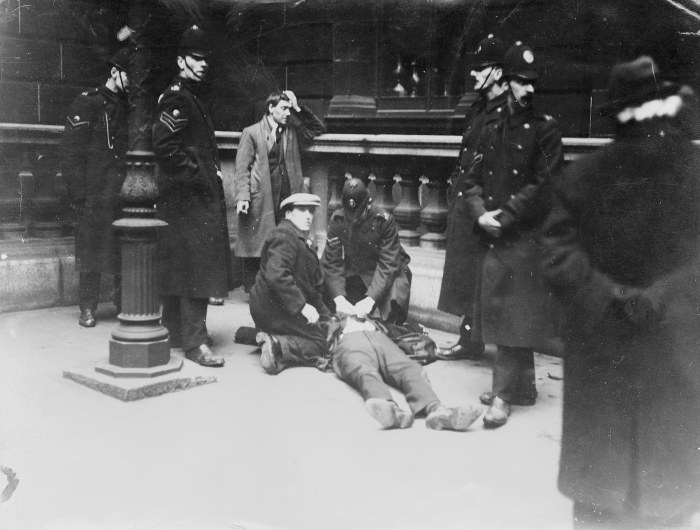
Il manifestante David Kirkwood esanime al suolo dopo essere stato brutalmente pestato dalle forze dell'ordine durante gli scontri del 1919 a George Square, nel centro di Glasgow.

La violenza poliziesca, detta anche brutalità poliziesca dall'impropria traduzione dell'espressione inglese police brutality, indica una serie di comportamenti connotati da violenza, repressione, abuso di potere, corruzione, abusi sessuali, uso eccessivo della forza, profilo razziale, intimidazione e sono perpetrate da uno o più individui con cariche nelle forze di polizia.

## Storia
Il primo caso di cronaca in cui furono coinvolte forze dell'ordine pubblico è datato 1633, ma il termine "brutalità poliziesca" pare coniato dal The New York Times in un articolo di cronaca del 1893.

## Cause
La brutalità poliziesca, come altri fenomeni della società, è un argomento di studio e dibattito. Secondo vari teorici, tra cui il professore Jerome Skolnick, questo comportamento si radicalizza negli anni di attività e carriera, ove, avendo a che fare con elementi disagiati e deviati, forzatura della legge, casi di violenza e omicidio molto sensibili, la mente degli addetti all'ordine subisce un regredimento assumendo posizioni di carattere autoritario e repressivo giustificate come unico mezzo di mantenimento della legge. Questa condizione clinica viene definita dagli esperti "Sindrome del poliziotto"
Secondo un rapporto della Royal Canadian Mounted Police, è un fenomeno prettamente individuale e raramente localizzato in gruppi omogenei. Sembra infatti che fattori psicologici e ambientali siano la principale causa del comportamento violento. Anche lo scarso controllo nei commissariati e centrali potrebbe influire sulla condotta delle autorità. Altre teorie optano per tesi alternative, in cui la brutalità della polizia sia tipica di alcuni paesi in cui una "cultura dell'ordine" abbia portato l'insorgere del fenomeno come risposta a un elevato tasso di criminalità e alla volontà delle autorità di travalicare la legge.